# Keleti Irma-wallaby
A keleti irma-wallaby (Macropus greyi) a kúszóerszényes-alakúak (Diprotodontia) rendjéhez, ezen belül a kengurufélék (Macropodidae) családjához tartozó kihalt faj.

## Elterjedése
Ausztrália nyugati részén élt, viszonylag kis területen.

## Megjelenése
John Gould azt mondta, hogy ennél az állatnál gyorsabbat azelőtt még nem látott.